# Crítica a Wikipedia

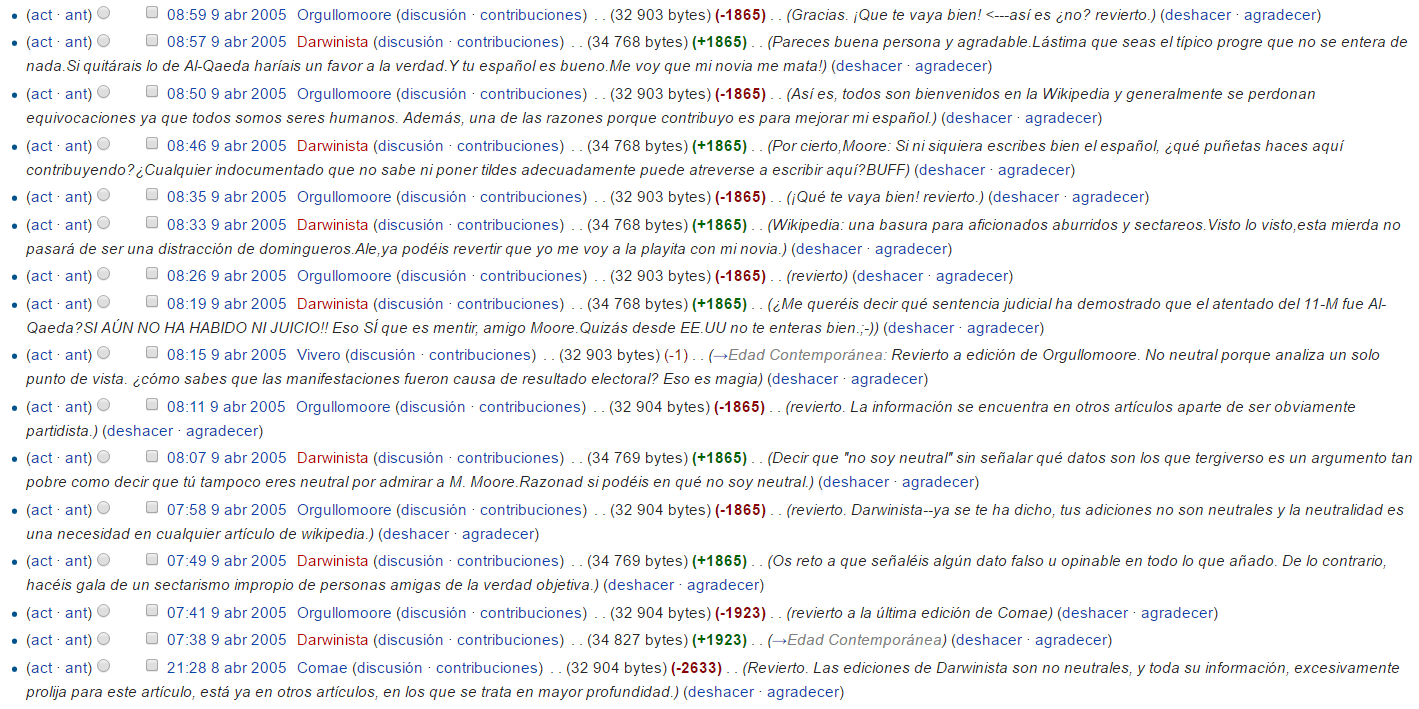
La susceptibilidad de Wikipedia hacia guerras de edición y prejuicios es un tema que a menudo plantean los críticos del proyecto.

La crítica a Wikipedia ha sido dirigida hacia su contenido, sus procedimientos, el carácter y las prácticas de la comunidad de Wikipedia, así como su naturaleza como enciclopedia de fuentes abiertas que cualquiera puede editar. Las principales preocupaciones de sus críticos son la fiabilidad del contenido, la escritura de su prosa, la organización de los artículos, así como la existencia de sesgos sistémicos, de género y raciales entre la comunidad editorial. Wikipedia también ha sido criticada por su manejo desigual, aceptación y retención de artículos en temas polémicos.
Otras preocupaciones incluyen el vandalismo producido por la edición anónima, la formación de comunidades de editores y sus complicadas formas de gobierno, que requieren discusión frecuente y a veces emplean una retórica «judicial». Algunos críticos pronostican el fin de Wikipedia por estas razones.

## Exactitud de la información

### Falta de autoridad
Wikipedia reconoce que la enciclopedia no debe ser utilizada como una fuente primaria de investigación, ya sea académica o informativa. El bibliotecario británico Felipe Bradley dijo que «el principal problema es la falta de autoridad. Con las publicaciones impresas, los editores tienen que asegurarse de que sus datos son fiables, ya que su sustento depende de él». Del mismo modo, Robert McHenry, editor en jefe de la Encyclopædia Britannica de 1992 a 1997, dijo que los lectores de artículos de Wikipedia no pueden saber quién escribió el artículo que están leyendo—que podría haber sido escrito por un experto en la materia o por un aficionado. En noviembre de 2015, el cofundador de Wikipedia Larry Sanger dijo Zach Schwartz en Vice: «creo que Wikipedia no resolvió el problema de cómo organizarse de una manera que no condujera a ley de la calle» y que, desde que dejó el proyecto, «la gente que yo diría que son trolls son los que tomaron el relevo».
En su artículo «El excesivo peso de la verdad en la Wikipedia» (2012), Timoteo Messer–Kruse critica el peso excesivo de la política que se ocupa de la importancia relativa a las fuentes, observando que se mostró que la meta de Wikipedia no era la de brindar una información correcta y definitiva sobre un tema, sino la de presentar la opinión de la mayoría de las fuentes citadas. En su artículo «Usted acaba de escribir lo que está buscando: Uso de los recursos de la biblioteca por parte de los estudiantes universitarios frente a Wikipedia» (2012), Mónica Colón–Aguirre y Rachel A. Fleming–May señalaron que las omisiones en un artículo podrían dar al lector falsas ideas sobre un tema, basadas en el contenido incompleto de Wikipedia.
La edición 2014 del manual oficial del estudiante del Instituto de Tecnología de Massachusetts, Integridad Académica en el MIT, informa a los estudiantes que Wikipedia no es una fuente académica confiable, declarando, «la bibliografía publicada al final de la entrada de la Wikipedia puede señalar fuentes potenciales. Sin embargo, no se supone que estas fuentes son fiables (...). No considerar la bibliografía de Wikipedia como un reemplazo para su propia investigación».

### Falta de metodología para corroborar los hechos

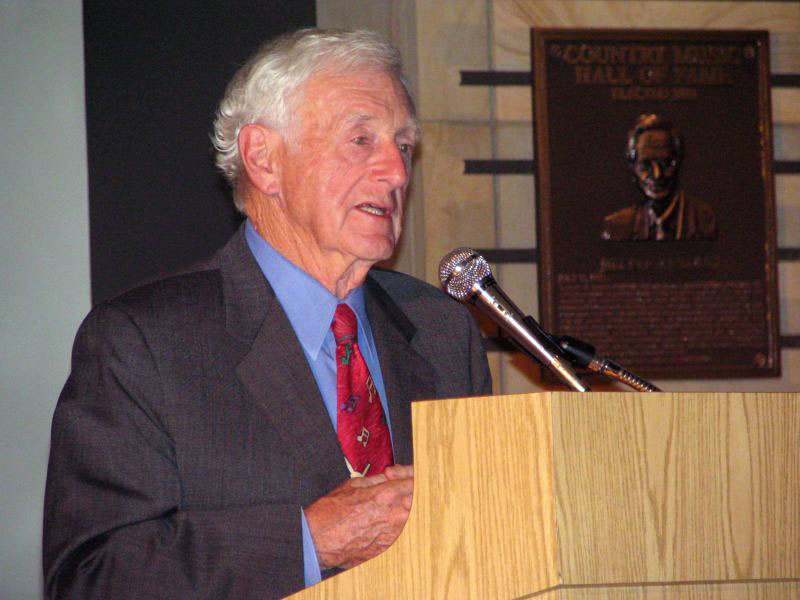
El periodista estadounidense John Seigenthaler, objeto de la controversia.

La información inexacta que no es obviamente falsa puede persistir en Wikipedia por un largo tiempo antes de que sea impugnada. El más prominente de los casos reportados por medios de comunicación involucrando biografías de personas vivas es la controversia por la biografía de John Seigenthaler. En mayo de 2005, un usuario anónimo editó el artículo biográfico sobre el periodista y escritor estadounidense John Seigenthaler, incorporando varias declaraciones falsas y difamatorias. Las afirmaciones inexactas pasaron desapercibidas desde mayo hasta septiembre de 2005 cuando fueron descubiertas por Victor S. Johnson Jr., un amigo de Seigenthaler. El contenido de Wikipedia a menudo se refleja en otros sitios, lo que significa que la información incorrecta se puede replicar a través de varias fuentes web. Dicha información puede, por tanto, desarrollar una autoridad falsa.
Los intentos de perpetrar engaños no se limitan a editar artículos existentes de Wikipedia, también pueden incluir la creación de artículos nuevos. En octubre de 2005, Alan Mcilwraith, un extrabajador del centro de llamadas de Escocia, creó un artículo de Wikipedia en el que escribió que era un héroe de guerra altamente condecorado. El artículo fue rápidamente identificado como un engaño por otros usuarios y eliminado.
También se han producido casos de usuarios que, de forma deliberada, añaden información falsa en Wikipedia con el fin de probar el sistema y demostrar su supuesta falta de fiabilidad. Un caso de ello se conoce como bulo, una falsedad articulada de manera deliberada para que sea percibida como verdad. Wikipedia considera la deliberada inserción de información falsa y engañosa como vandalismo.

### Punto de vista neutral y conflictos de interés
Wikipedia se refiere el concepto de un punto de vista neutral como uno de sus principios no negociables. Sin embargo, se reconoce que este concepto tiene sus limitaciones—su política de fuentes define que los artículos deben ser «la medida de lo posible» por escrito y «sin sesgo editorial». Mark Glaser, un periodista, escribió también que esto puede ser un ideal imposible debido a los inevitables sesgos de los editores.
En agosto de 2007, una herramienta llamada WikiScanner fue lanzada para coincidir con las ediciones de la enciclopedia de usuarios no registrados con una extensa base de datos de direcciones IP. Se encontró que entre las direcciones IP, varias pertenecían a organizaciones, agencias de inteligencia y gobiernos, utilizadas para hacer las modificaciones a los artículos de Wikipedia a veces de dudosa naturaleza.
No todo el mundo ha aclamado a WikiScanner como un éxito para la Wikipedia. La herramienta sólo revela los conflictos de interés cuando el editor no tiene una cuenta de Wikipedia y su dirección IP es usada en su lugar.

### Apoderamiento de artículos
Los artículos de particular interés para un editor o grupo de editores a veces se modifican en función de los respectivos puntos de vista de estos editores. Se demostró que algunas empresas y organizaciones, como Sony, Microsoft, Nintendo, Dell, la CIA y la Iglesia de Cientología, así como individuos o como miembros del personal del Congreso de los Estados Unidos, modificaron las páginas de Wikipedia sobre sí mismos para presentar un punto de vista que los describa positivamente. Estas organizaciones pueden tener editores que reviertan los cambios negativos tan pronto como se envíen estos cambios.
En «Wikipedia: La banalización del conocimiento del mundo» (2010), el periodista Edwin Black caracteriza el contenido de los artículos como una mezcla de «verdad, verdad a medias, y algunas falsedades». Oliver Kamm (2007), dijo que los artículos son generalmente dominados por el más fuerte y más persistentes de las voces editoriales o por un grupo de interés con una ideología determinada.

### Exposición al activismo y operaciones políticas
Si bien la política de Wikipedia requiere que los artículos tengan un punto de vista neutral, no es inmune a los intentos de personas externas (o de personas con información privilegiada) con una agenda para dar un giro a los artículos. Algunos artículos que tratan sobre historia latinoamericana (en temas como los sandinistas y Cuba) han sido considerados carentes de neutralidad política y escritos desde una perspectiva que trata favorablemente a las dictaduras socialistas a expensas de posiciones alternativas.
También ha habido trabajos que describen el posible mal uso de Wikipedia. En «Wikipedia o Wickedpedia?» (2008), la Hoover Institution dijo que Wikipedia es un recurso poco confiable para el conocimiento, la información y los hechos correctos sobre un tema, ya que, como un sitio web de código abierto, el contenido editorial de los artículos se somete fácilmente a manipulación y propaganda.

## Sesgos en la cobertura
Wikipedia ha sido acusada de sesgo sistémico, es decir, su naturaleza general conduce, sin necesariamente ninguna intención consciente, a la propagación de varios prejuicios. Aunque muchos artículos en los periódicos se han concentrado en errores de hecho menores en los artículos de Wikipedia, también existen preocupaciones sobre los efectos a gran escala, presumiblemente no intencionales, de la creciente influencia y el uso de Wikipedia como herramienta de investigación en todos los niveles. En un artículo en la revista Times Higher Education (Londres), el filósofo Martin Cohen describe que Wikipedia se ha «convertido en un monopolio» con «todos los prejuicios e ignorancia de sus creadores». Cohen concluye que «[el] control de las fuentes de referencia que usan las personas es controlar la forma en que las personas comprenden el mundo. Wikipedia puede tener un rostro benigno, incluso trivial, pero debajo puede haber una amenaza más siniestra y sutil para la libertad de pensamiento». Que la libertad es socavada por lo que ve como lo que importa en la Wikipedia, «no es su fuente, sino el apoyo de la comunidad».

### Relevancia de los artículos
En Wikipedia existen directrices que son utilizadas por los editores para determinar si un sujeto tiene la notabilidad suficiente para una entrada, y la aplicación de los mismos son objeto de muchas críticas. Un redactor de Wikipedia rechazó un artículo acerca de Donna Strickland antes de que ganara el Premio Nobel en Física en el año 2018. La justificación del rechazo fue que el artículo propuesto no establecía que Strickland fuera lo suficientemente notable para Wikipedia. Periodistas destacaron este hecho como un indicador de la limitada visibilidad de las mujeres en la ciencia, en comparación con sus colegas masculinos.
En un nivel más genérico, un estudio de 2014 no encontró correlación entre las características de una página de Wikipedia dada sobre un académico y la notabilidad del académico según lo determinado por el recuento de citas. Las métricas de cada página examinada incluían la longitud, la cantidad de enlaces a la página de otros artículos y la cantidad de ediciones realizadas a la página. Este estudio también encontró que Wikipedia no cubrió adecuadamente a investigadores altamente citados por el Instituto para la Información Científica.
Los críticos también señalan la tendencia a cubrir temas en un detalle desproporcionado a su importancia. Por ejemplo, Stephen Colbert una vez burlonamente elogió la Wikipedia por tener una entrada mayor sobre sables de luz que sobre la imprenta. La gente escribe de las cosas que les interesan, y así muchos temas no son cubiertos, mientras temas de actualidad se cubren en gran detalle. Defensores de los criterios de amplia inclusividad consideraron que la gran cobertura de la cultura popular no impone restricciones de espacio a la cobertura de temas más importantes. Como Ivor Tossell observó: «Que Wikipedia esté llena de artículos inútiles... no constituye un golpe contra ella. Como ella puede crecer infinitamente, los artículos bobos no privan a los más serios de espacio».

### Sesgo cultural
Una de la críticas más significativas, sobre todo en la Wikipedia en castellano, es que un artículo puede ser borrado de forma automática sin importar la relevancia real de su contenido y las fuentes citadas, si el fenómeno descrito pertenece a culturas del tercer mundo. Ejemplo de esto son artistas y obras de Argentina, Paraguay o Chile que se consideran sin relevancia académica, y se los borra, pero se consideran relevantes obras menores de los Estados Unidos o Europa, de los cuales se ramifican artículos relacionados sin relevancia enciclopédica aparente.

### Partidismo
Otra crítica es que predomina un sesgo políticamente progresista o afín al liberalismo moderno estadounidense. Según Jimmy Wales: 
La comunidad de Wikipedia es muy diversificada, con liberales, conservadores, libertarios y otros. Si los promedios importan, y debido a la naturaleza del software wiki, yo diría que casi ciertamente no, la comunidad de Wikipedia es un poco más liberal que la población media de Estados Unidos, porque somos globales, y la comunidad internacional de hablantes de inglés es un poco más liberal que la población de Estados Unidos. No hay datos o encuestas para confirmarlo. 
Andrew Schlafly creó Conservapedia (ella también a menudo acusada de parcialidad) debido a su percepción de que la Wikipedia contenía un sesgo progresista. Los editores de Conservapedia compilaron una lista de ejemplos de supuesta parcialidad liberal en la Wikipedia. Lawrence Solomon, de National Review, consideró los artículos de Wikipedia sobre temas como el calentamiento global, el diseño inteligente, y Roe v. Wade, como inclinados a favor de los puntos de vista progresistas. La revista racista American Renaissance afirmó que Wikipedia tiene un fuerte sesgo progresista en temas raciales.
Tim Anderson, un profesor de economía política en la Universidad de Sídney, dijo que los administradores de Wikipedia muestran un sesgo favorable a Estados Unidos en su interacción con los editores y en su determinación de qué fuentes son apropiadas para su uso en el sitio. Anderson quedó indignado tras varias de las fuentes que usó en sus ediciones del artículo de Hugo Chávez, fueron rechazadas como «inútiles».

### Prejuicios raciales
Wikipedia ha sido criticada por tener un sesgo racial sistémico en su cobertura, debido a una subrepresentación de personas de color en su base de editores. El presidente de Wikimedia D.C., James Hare, señaló que «mucha historia negra queda excluida» de Wikipedia, debido a que los artículos están escritos principalmente por editores blancos. Los artículos que sí existen sobre temas africanos son, según algunos críticos, editados en gran parte por editores de Europa y América del Norte y, por lo tanto, reflejan su conocimiento y consumo de medios, que «tienden a perpetuar una imagen negativa» de África. Maira Liriano, del Centro Schomburg para la Investigación en Cultura Negra, ha argumentado que la falta de información sobre la historia negra en Wikipedia «hace que parezca que no es importante».

### Sesgo de género y sexismo

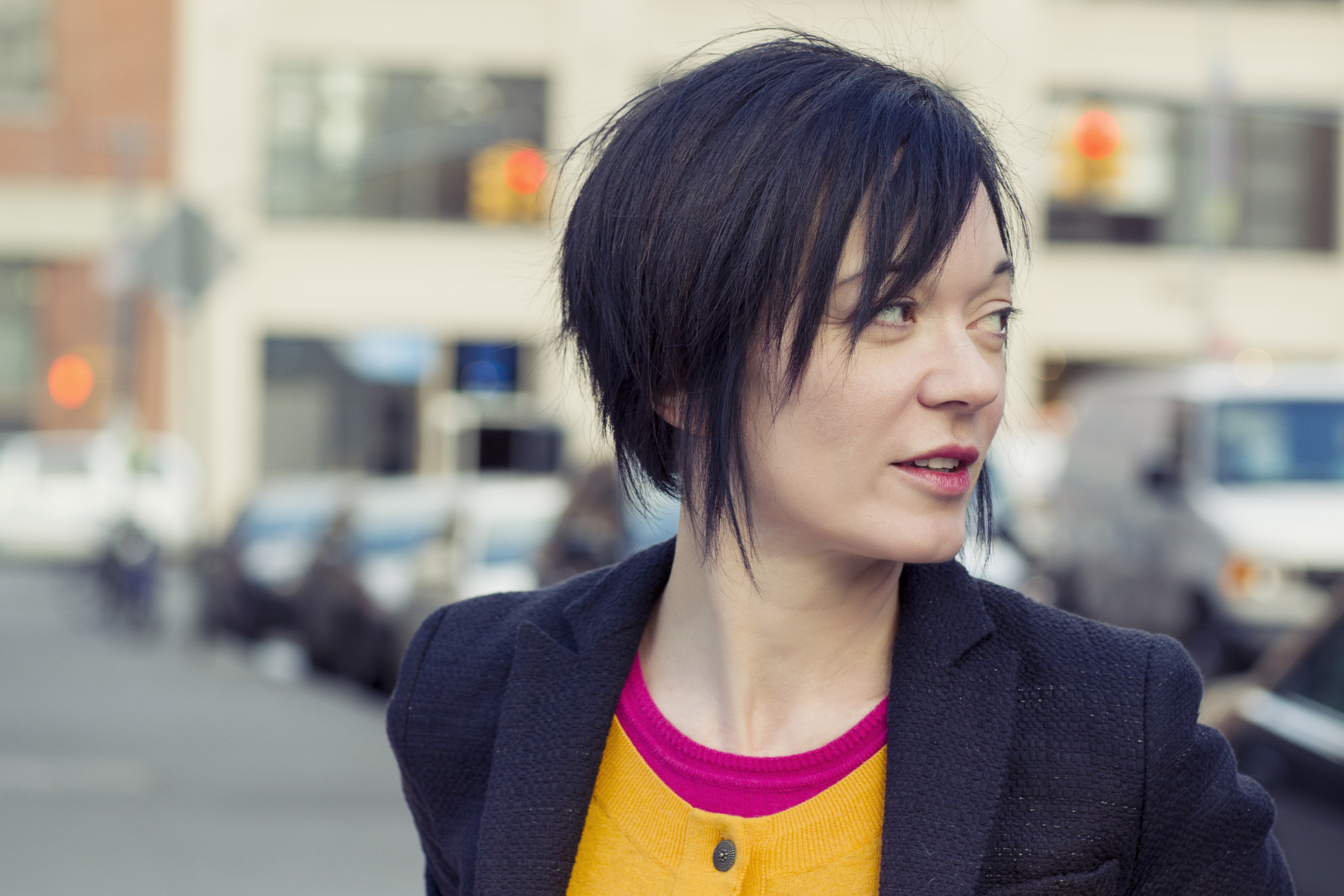
La exejecutiva de la Fundación Wikimedia, Sue Gardner, ha enumerado las razones ofrecidas por algunas mujeres en «¿Por qué las mujeres no editan Wikipedia?»

Wikipedia tiene una larga controversia sobre el sesgo de género y el sexismo. El sesgo de género en Wikipedia se refiere al hallazgo de que entre el 84 y el 91 por ciento de los editores de Wikipedia son hombres, lo que supuestamente conduce a un sesgo sistémico. Wikipedia ha sido criticada por algunos periodistas y académicos por no contar con una extensa y profunda atención enciclopédica a muchos temas relacionados con el género. Sue Gardner, exdirectora ejecutiva de la Fundación, dijo que la creciente diversidad tenía que ver con hacer la enciclopedia «tan buena como podría ser». Los factores que el artículo citó como posiblemente desalentador para las mujeres incluyeron el «reino obsesivo de amar los hechos», las asociaciones con la «multitud de piratas informáticos que manejan duro» y la necesidad de estar «abiertos a personas muy difíciles, con conflictos altos, incluso misóginas». En 2011, la Fundación Wikimedia estableció el objetivo de aumentar la proporción de contribuyentes femeninas al 25 por ciento para 2015. En agosto de 2013, Gardner reconoció la derrota: «No lo resolví. No lo resolvimos. La Fundación Wikimedia no lo resolvió. La solución no provendrá de la Fundación Wikimedia». En agosto de 2014, el cofundador de Wikipedia, Jimmy Wales, reconoció en una entrevista a la BBC el fracaso de Wikipedia para corregir la brecha de género y anunció los planes de la Fundación Wikimedia para «duplicar» el tema. Wales dijo que la Fundación estaría abierta a más divulgación y más cambios de software.

## Contenido sexual

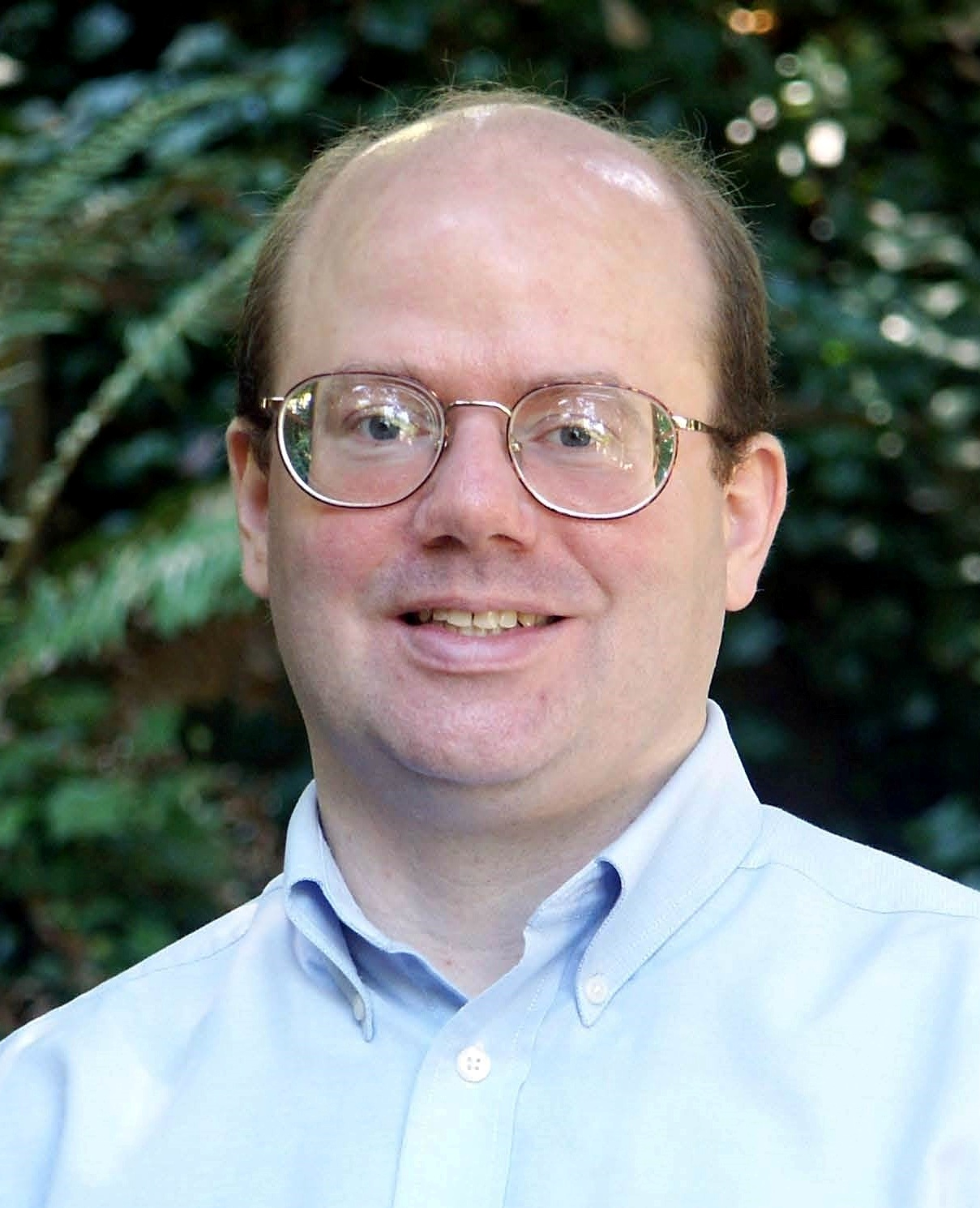
Larry Sanger, cofundador de Wikipedia, dejó este espacio para desarrollar Citizendium.

La Wikipedia ha sido criticada por permitir la publicación en sus artículos de materiales visuales de contenido sexual, como imágenes y videos de masturbación y eyaculación, así como escenas de películas pornográficas. Los activistas de protección al niño dicen que el contenido sexual visual aparece en varias páginas de Wikipedia, exhibido sin ningún aviso o categorización de edad.
En abril de 2010, Larry Sanger escribió una carta al Federal Bureau of Investigation, destacando su preocupación porque dos categorías de imágenes en Wikipedia contenían pornografía infantil, violando la ley federal sobre obscenidad de EE. UU. Sanger más tarde aclaró que las imágenes, que eran relativas a la pedofilia y una sobre lolicón, no eran fotos de niños verdaderos, pero dijo que eran «representaciones visuales obscenas del abuso sexual de niños», en los términos de la PROTECT Act de 2003. Esa ley prohíbe la pornografía infantil fotográfica y las imágenes en dibujos animados y cómics que se consideran obscenas por la legislación estadounidense. Sanger también expresó preocupaciones sobre el acceso en escuelas a las imágenes de Wikipedia. La Wikipedia rechazó enfáticamente la acusación de Sanger. El portavoz de la Fundación Wikimedia, Jay Walsh, dijo que Wikipedia no posee «material que consideramos ilegal. Si lo hubiera, lo eliminaríamos». Tras la queja presentada por Larry Sanger, Wales excluyó imágenes sexuales sin consultar a la comunidad. Después de que algunos editores argumentaron que la decisión de excluirlas fue tomada demasiado a la prisa, Wales voluntariamente renunció a algunos de los poderes que poseía por su estatuto de cofundador.

## Exposición a vandalismo

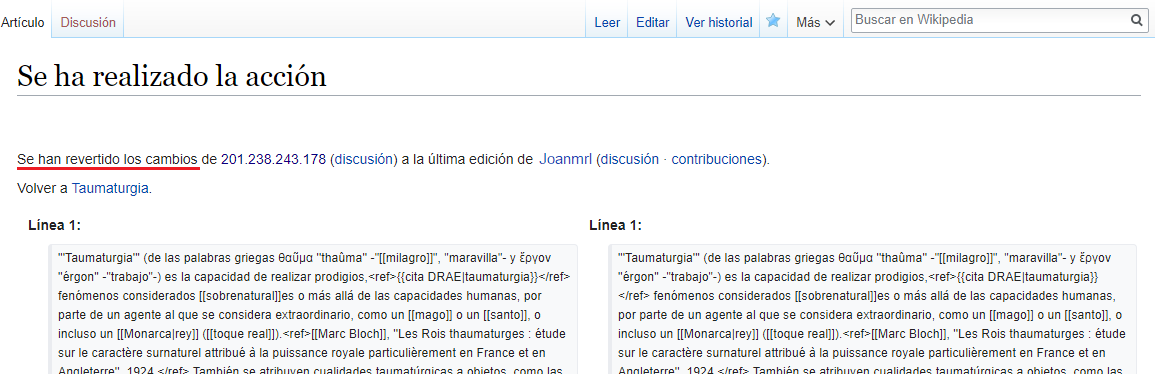
Reversión de vandalismo.

Como una enciclopedia en línea que casi cualquier persona puede editar Wikipedia ha tenido problemas con el vandalismo de los artículos, que van desde la supresión de los artículos hasta la inserción de blasfemias, engaños, o tonterías. Wikipedia tiene una gama de herramientas disponibles para los usuarios y administradores con el fin de luchar contra el vandalismo, incluyendo el bloqueo y prohibición de vándalos y robots automatizados que permiten detectar y reparar actos de vandalismo. Los partidarios del proyecto sostienen que la gran mayoría de los actos de vandalismo en la Wikipedia son revertidos dentro de un corto período de tiempo. Un estudio encontró que la mayoría de las ediciones de vandalismo fueron revertidas en alrededor de cinco minutos; sin embargo, afirman que «es prácticamente imposible encontrar una nítida definición de vandalismo». Si bien la mayoría de los casos de borrado de páginas o la adición de material ofensivo pronto se revierten, el vandalismo menos evidente o el vandalismo en un artículo poco visto, puede mantenerse por períodos más largos.
Un estudio en 2007 midió el número real de páginas vistas con contenido «dañado», concluyó que «el 42% del daño se repara casi de inmediato, es decir, antes de que pueda confundir, ofender o engañar a alguien».

### Preservación de privacidad
En el caso de Wikipedia, el problema involucra el derecho de un ciudadano de permanecer privado, seguir siendo un «ciudadano» en lugar de una «figura pública» a los ojos de la ley. Un problema específico ocurre en el caso de un individuo sobre quién existe una página en la Wikipedia creada contra su voluntad. En 2005, la agencia France-Presse citó a Wikipedia Watch, diciendo que «el problema básico es que nadie, ni los administradores de la Fundación Wikimedia, ni los voluntarios que están conectados con Wikipedia, se consideran responsables del contenido».
En enero de 2006, un tribunal alemán ordenó a Wikipedia en alemán cerrar en Alemania por haber publicado el nombre completo del Boris Floricic, también conocido como «Tron», un hacker que era antiguamente miembro del Chaos Computer Club. La orden judicial surgió de una acción movida por los padres Floricic, exigiendo que el apellido de su hijo fuera retirado de Wikipedia. El 9 de febrero de 2006 la liminar contra Wikimedia Deutschland fue anulada. El juez rechazó el planteo de que el derecho de privacidad de Tron o de sus padres estaba siendo violado. Los demandantes apelaron al Tribunal del Estado de Berlín, pero el proceso fue rechazado en mayo de 2006.
La política de privacidad de Fundación Wikimedia afirma estar comprometida a no compartir la información que recopila de los usuarios con terceros (incluidas actividades en línea e interacciones con sitios de Wikimedia), excepto en situaciones específicas detalladas.

## Crítica de la comunidad
La comunidad de Wikipedia y las personas que contribuyen al proyecto también están sujetas a varias críticas. Emigh y Herring argumentan que «algunos pocos usuarios activos, cuando actúan de acuerdo con las normas establecidas dentro de un sistema de edición abierta, pueden lograr el control total sobre el contenido producido dentro del sistema, literalmente borrando diversidad, controversia e inconsistencia, y homogeneizando las voces contribuyentes».
La comunidad también ha sido criticada por responder a las reclamaciones sobre la calidad de un artículo que aconseja que el propio reclamante lo mejore. El profesor James H. Fetzer criticó a Wikipedia por no poder modificar un artículo sobre sí mismo. Para garantizar la imparcialidad, Wikipedia tiene una política que desalienta la edición de biografías por el propio sujeto, excepto en casos «claros», como revertir vandalismo o corregir hechos obsoletos o equivocados.
La comunidad ha sido descrita como «culto», aunque no siempre con connotaciones negativas. Una comunidad social más grande también ayuda a mantener una atmósfera de apoyo y la etiqueta colectiva, como la resolución de disputas apelando a fuentes confiables y para las propias políticas establecidas.
La comunidad de editores de Wikipedia ha sido criticada por atribuir una importancia excesiva a Jimmy Wales (apodado Jimbo), con frases irónicas como «¿Qué haría Jimbo?». El papel de Wales en la determinación del contenido de algunos artículos también fue criticado por ser contrario al espíritu de independencia que la Wikipedia supuestamente ganó.

### Autoridad de los administradores
Por otro lado, para reducir el vandalismo y para controlar la conducta de los usuarios, Wikipedia creó una clase de administradores voluntarios o «sysops», que se enviste con los medios y la autoridad para disciplinar a los usuarios. Poderes de administrador incluyen eliminar artículos, proteger las páginas contra edición y bloquear usuarios, acciones que los editores comunes no pueden hacer ni deshacer. Las reglas y protocolos especiales se crearon para impedir a los administradores abusar de sus poderes, como la página Wikipedia:Páginas para borrar, un foro para discutir las supresiones de artículos. Un administrador que desea eliminar un artículo está obligado a fijar una advertencia en el artículo en sí, y esperar comentarios de otros editores antes de proceder a la eliminación. Además, dado que cada administrador puede deshacer las acciones de otro sysop, cualquier abuso reportado por un individuo puede, en principio, ser corregido por sus pares.
Las reclamaciones sobre los abusos de poder de los administradores a menudo se realizan en foros internos de Wikipedia, incluyendo páginas de discusión relacionadas con artículos específicos, páginas de discusión de reglas y procedimientos, las páginas de discusión de los usuarios individuales, así como los tablones de anuncios en general. Muchas de esas quejas parecen ser debido a la ignorancia o incomprensión de las reglas de la Wikipedia. Sólo una pequeña fracción de esas alegaciones fue formalmente presentada a las comisiones disciplinarias de Wikipedia. También se hicieron alegaciones en los foros internos de que el abuso de los administradores ha aumentado en frecuencia y gravedad, y que es una de las principales razones para la declinación en el número de editores desde 2006, una reversión radical del ritmo de crecimiento exponencial entre 2001 y 2005.

### Anonimato de los editores
Wikipedia no requiere que sus usuarios se identifiquen. Este anonimato ha sido criticado, pues no permite que los editores sean responsabilizados por sus ediciones. Significa también que varias personas pueden usar una cuenta o, más a menudo, una persona puede usar múltiples cuentas, a menudo en un intento de influir en un debate. Esta práctica es activamente desalentada en la Wikipedia.

El cofundador de Wikipedia, Larry Sanger, escribió: «El anonimato generalizado lleva a un problema distinto, es decir, el atractivo del proyecto para personas que simplemente quieren causar problemas, o que quieren minar el proyecto, o que quieren transformarlo en algo que abiertamente no es, en otras palabras, el problema de los troll». Pero lo más importante, las ediciones anónimas generalmente inducen a una falta de autoridad, responsabilidad e interacción sana (o al menos civil):
El anonimato de Wikipedia reduce la responsabilidad que estimula el intercambio sano ... Cuando usted pone a todos en un sistema en el que todos pueden decir sí o no, sin ningún sentido de autoridad, lo que usted gana es el tribalismo ... Lo que aparece en los artículos a menudo refleja este sistema disfuncional, se presenta con esa aura de autoridad, mientras que lo que se pasa entre bastidores es todo menos eso.

### Discusión y guerras de edición
El estándar de discusión en Wikipedia ha sido cuestionado por personas que señalan que los argumentos y observaciones empíricas, no siempre son tenidas en cuenta en el sitio. Un estudio de artículos de Wikipedia encontró que el nivel de debate entre los editores de Wikipedia sobre temas controvertidos a menudo degenera en disputas contraproducentes:
Para temas controvertidos, por otra parte, la autoselección puede producir un grupo editorial fuertemente desalineado. Puede provocar conflictos entre los miembros del grupo editorial, guerras de edición continua y puede requerir el uso de mecanismos de control y coordinación de trabajo formal. Estos pueden incluir la intervención de los administradores que promulgan las revisiones en disputas y los procesos de mediación, no permiten o limitan, coordinan los tipos y fuentes de las ediciones.
Otra queja sobre Wikipedia se centra en los esfuerzos de los contribuyentes con creencias idiosincrásicas, que expresan su punto de vista en un esfuerzo por dominar los artículos, especialmente los controvertidos. Esto a veces resulta en guerras de edición y páginas que se bloquean. Jimmy Wales introdujo una «regla de reversión de tres», por la cual los usuarios que invierten el efecto de las contribuciones de otros a un artículo más de tres veces en un período de 24 horas pueden ser bloqueados.

### Exceso en la elaboración de normas
Varias figuras involucradas con la Fundación Wikimedia ha argumentado que la Wikipedia es cada vez más complejo de las políticas y directrices están ahuyentando a los nuevos colaboradores del sitio.
En su libro Conocimiento Común?: Una Etnografía de Wikipedia (2014), Dariusz Jemielniak, miembro de Fundación Wikimedia, declaró que la complejidad de las reglas y leyes que rigen el contenido editorial y el comportamiento de los editores es una licencia para las «políticas de la oficina» de editores disruptivos y aleja a los nuevos editores potencialmente constructivos. En un artículo posterior, «La insoportable burocracia de Wikipedia» (2014), Jemielniak dijo que el abreviar y reescribir las reglas y leyes editoriales de Wikipedia para mayor claridad de propósito y simplicidad de aplicación resolvería el embotellamiento burocrático de demasiadas reglas. En «El ascenso y el declive de un sistema de colaboración abierto: cómo la reacción de Wikipedia a la popularidad está causando su declive» (2013), Aaron Halfaker declaró que las reglas excesivamente complicadas provocaron el declive en la participación editorial que comenzó en 2009, asustando a nuevos editores que de otra manera contribuirían a Wikipedia.